# Dharavi

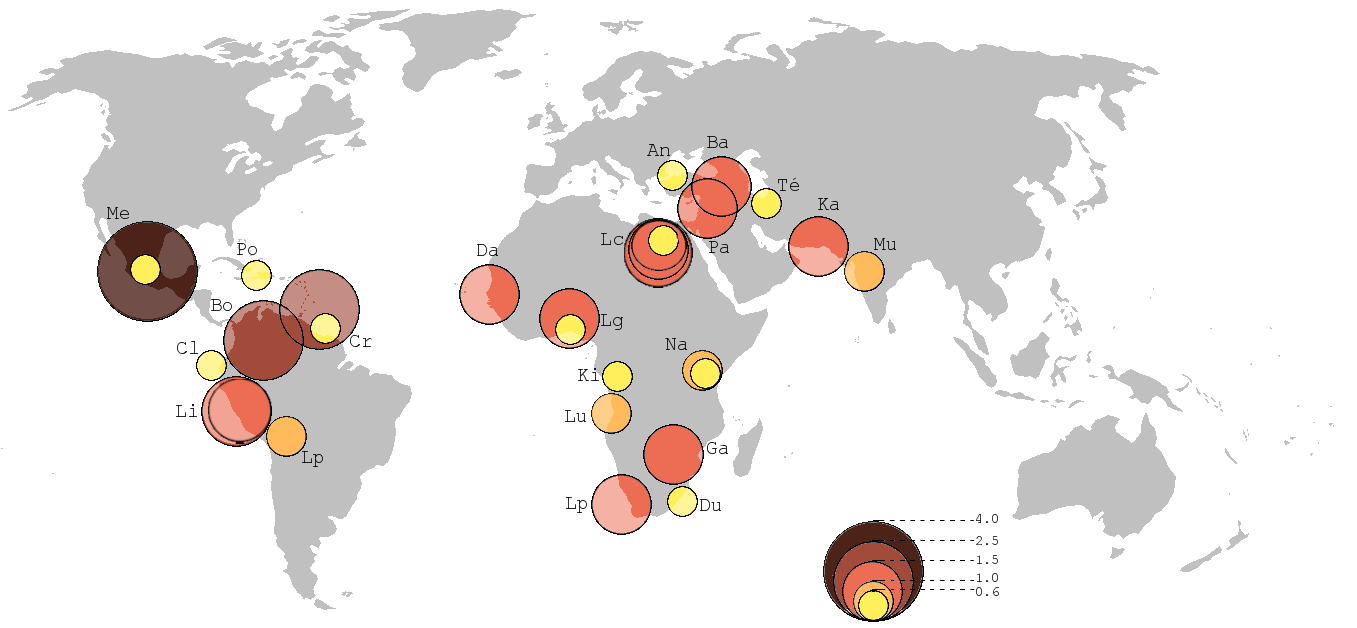
Steden met de grootste sloppenwijken ter wereld volgens Mike Davis

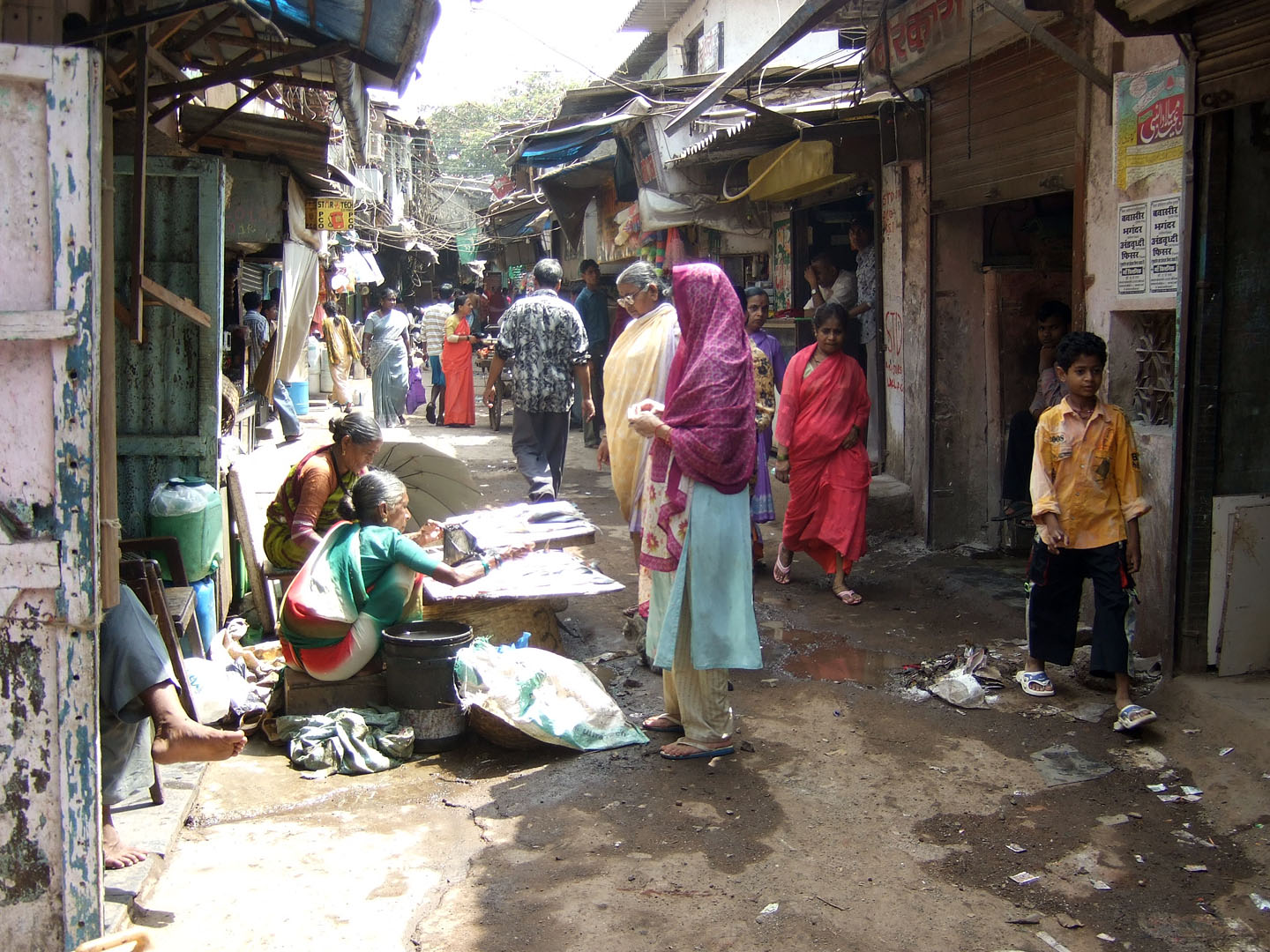
Straatbeeld in Dharavi

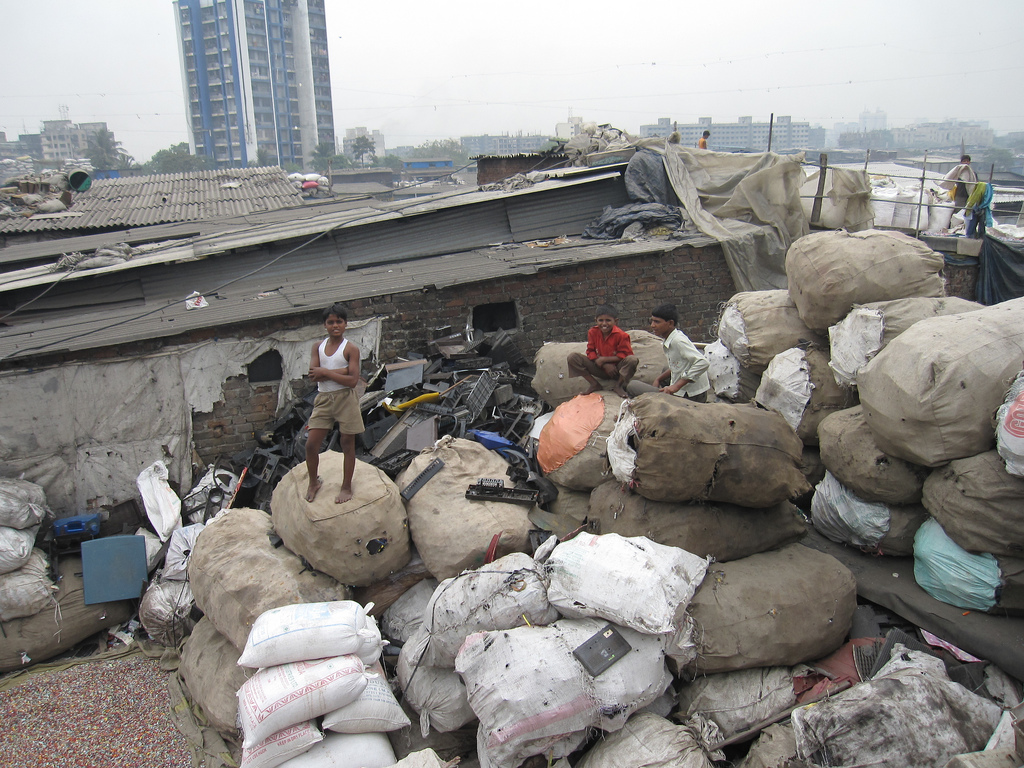
Kinderen op het dak van een gebouw in Dharavi

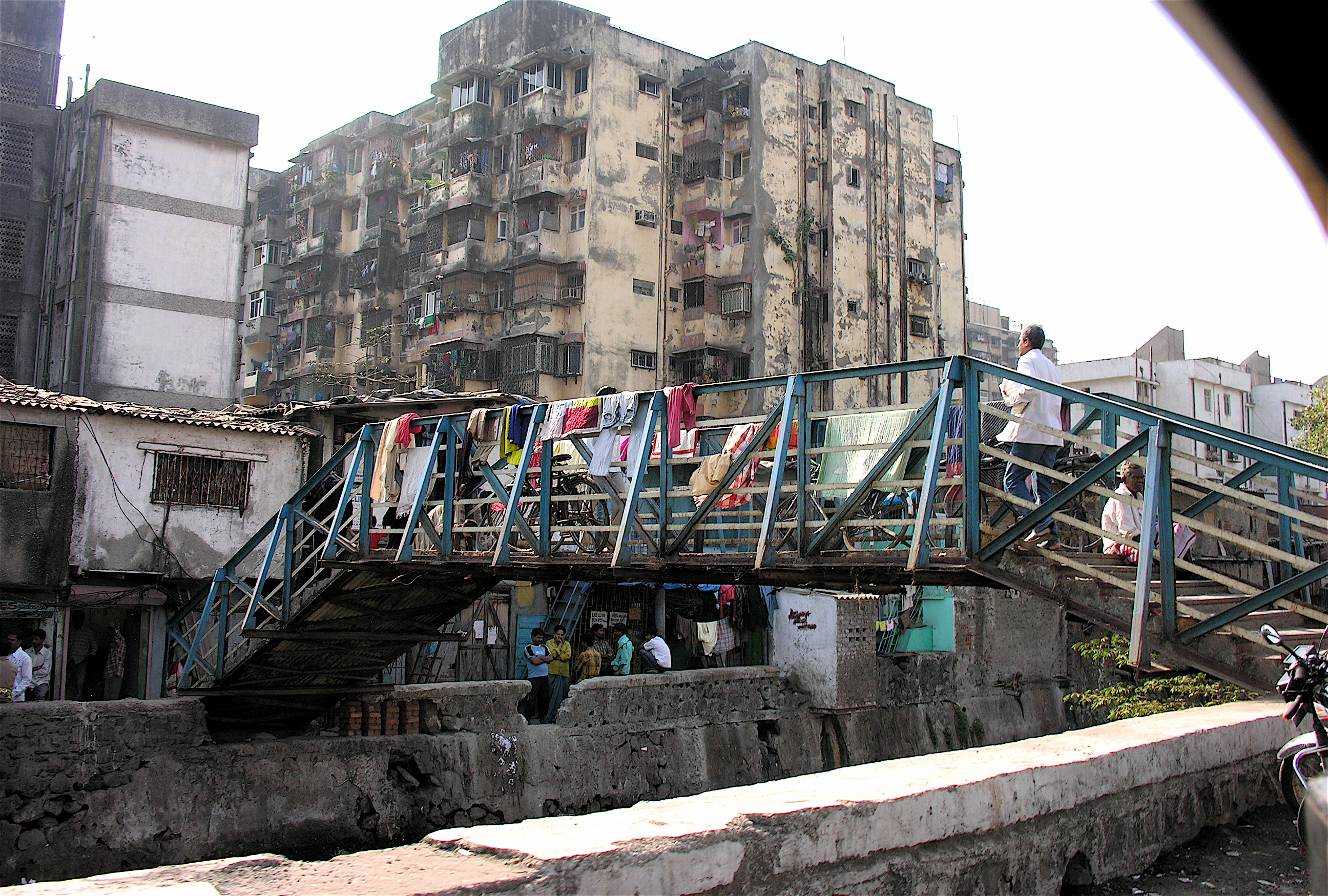
Een van de ingangen naar Dharavi

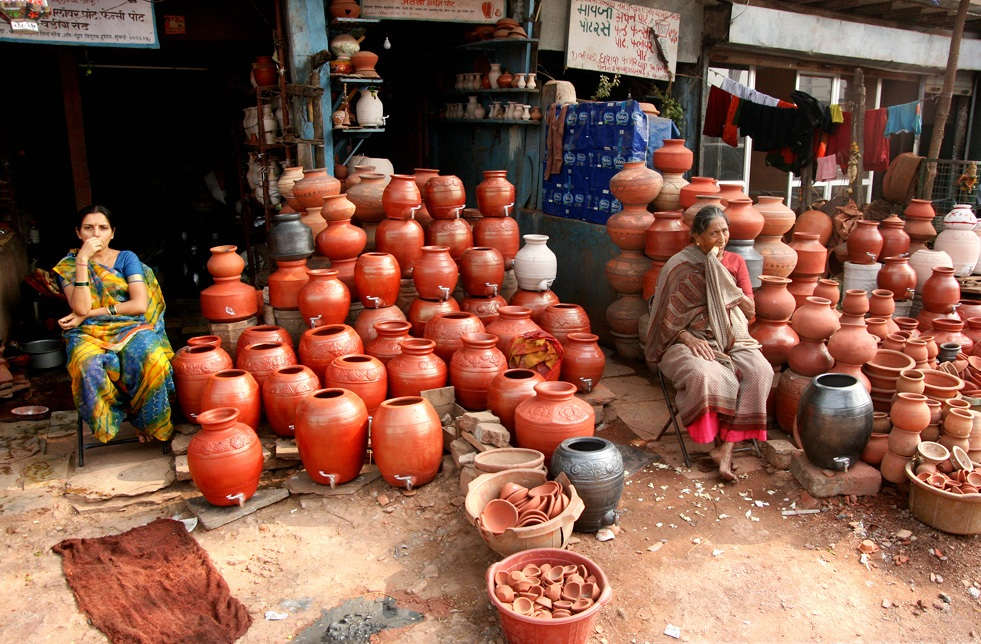
Pottenverkoopsters in Dharavi

Dharavi (Portugese spelling: Daravi) is een sloppenwijk en sinds 2004 ook een bestuurlijke eenheid die zich uitstrekt over delen van de wijken Sion, Bandra, Kurla en Kalina van de Indiase stad Mumbai. In 1986 werd de bevolking door de National Slum Dwellers Federation geschat op 530.225, hetgeen sindsdien volgens verschillende schattingen begin 21e eeuw is opgelopen tot 600.000 à 1 miljoen mensen tot meer dan een miljoen.
Dharavi werd lange tijd beschouwd als de grootste sloppenwijk van Azië, maar sinds 2009 wordt deze positie betwist als gevolg van een rapport dat de gemeente van Mumbai (Brihanmumbai Mahanagar Palika) in samenwerking met de UNDP opstelde, waarin Orangi Town in de Pakistaanse stad Karachi werd genoemd als grootste sloppenwijk van Azië. Dit wordt echter betwist door sociale werkers uit Orangi Town.

## Ligging
Dharavi heeft een oppervlakte van 175 hectare en ligt tussen de westelijke spoorlijn en de centrale spoorlijn. De belangrijkste spoorlijnen van Mumbai naar de buitenwijken. Ten westen van Dharavi liggen de wijken Mahim en delen van Bandra, ten oosten en zuiden de wijk Matunga en delen van Sion en ten noorden de Mithirivier (mondt via de Mahimkreek uit in de Arabische Zee). Door de locatie en slechte afwateringssystemen is de sloppenwijk erg gevoelig voor overstromingen in de regentijd.

## Geschiedenis
Dharavi vormde een eiland in de 18e eeuw. In 1534 vestigden de Portugezen zich in Bombay (nu Mumbai). In 1739 werd Dharavi op de Portugezen veroverd door Maharataleider Chimnaji Appa alvorens hij oprukte naar Bassein. Het gebied bestond toen nog voornamelijk uit mangrovemoerassen, die werden bewoond door Koli-vissers. Eind 19e eeuw kwam grotendeels een einde aan de visserij toen de moerassen werden gedempt, hetgeen nog werd versterkt met de bouw van een dam in Sion, waardoor Dharavi en andere eilanden versneld aangroeiden tot een aangesloten landmassa. Een kreek die over het voormalige eiland liep droogde op en de visserij kwam zo grotendeels tot stilstand. De drooggevallen gebieden werden daarop bevolkt door nieuwe immigranten; Gujaraten vestigden een pottenbakkerskolonie, islamieten uit Tamil Nadu vestigden de leerlooiersindustrie en borduurders uit Uttar Pradesh een handel in op maat gemaakte kleding. In 1924 werd de eerste school opgericht in Dharavi, wat tevens de eerste Tamilschool was van Bombay. In de jaren 1960 werd de 'Dharavi Co-operative Housing Society' opgericht in de sloppenwijk om de leefomstandigheden te verbeteren. Andere volkshuisvestingsinitiatieven volgden. Tot 2004 was Dharavi een niet-erkende illegale wijk, maar dat jaar werd het opgenomen als een officiële wijk binnen Mumbai. De laatste jaren is de wijk steeds verder onder druk komen te staan als gevolg van de enorme stijging van de huizenprijzen in andere delen van Mumbai en de rijkeren en opkomende middenklasse van Mumbai, die de sloppenwijk liever zien verdwijnen.

## Economie
De economie van Dharavi is gecentreerd rond pottenbakken, textielindustrie (thuisbedrijfjes) en het verwerken van herbruikbaar afval uit andere delen van Mumbai. Naar schatting telt Dharavi ongeveer 15.000 een-kamerfabriekjes. De jaarlijkse omzet van heel Dharavi wordt geschat op ergens tussen de 500 miljoen en ruim 650 miljoen dollar.
Er zijn plannen voor de herontwikkeling van Dharavi onder leiding van architect Mukesh Mehta. Het plan omvat de bouw van ongeveer 2,8 miljoen m² woongebouwen, scholen, parken en wegen voor 57.000 gezinnen in het gebied, alsook de bouw van ongeveer 3,7 miljoen m² aan woon- en handelsruimten voor de verkoop. Het plan heeft tot veel kritiek geleid onder de lokale bevolking, met name omdat mensen die er al wonen in het plan slechts iets meer dan 20 m² land krijgen. Daarbij worden alleen mensen die reeds voor 2000 in de sloppenwijk woonden aangewezen voor hervestiging en er is ook verontrustheid onder inwoners die bang zijn dat er geen plek meer zal zijn voor een aantal van hun informele bedrijfjes. De overheid heeft aangegeven dat alleen bedrijven die niet "vervuilend" zijn in aanmerking komen voor legalisering en hervestiging. Het plan uit 2007 heeft door alle tegenstand grote vertraging opgelopen.

## Problemen rond de volksgezondheid
Dharavi heeft als sloppenwijk grote problemen rond de volksgezondheid. Zo is er een groot tekort aan toiletten (in november 2006 was er slechts 1 per 1440 inwoners), wat nog wordt versterkt door de overstromingen die elk jaar plaatsvinden tijdens de moesson.
Door Dharavi loopt de Mahimkreek, die door de inwoners op grote schaal wordt gebruikt voor urineren en defecatie, hetgeen leidt tot de verspreiding van infectieziekten. Ook heeft Dharavi te kampen met een slechte drinkwatervoorziening.

## Weergave in de media
Dharavi vormt het onderwerp van een groot aantal hindoefilms uit Bollywood (gevestigd in Mumbai, voorheen Bombay). Voorbeelden zijn Deewaar (1975), Salaam Bombay! (1988), Parinda (1989), Dharavi (1991), de Indian Gangster-trilogie (1998-2005), de serie Sarkar (2005-2008), Footpath (2003), Black Friday (2004), No Smoking (2007), Traffic Signal (2007), Aamir (2008) en verschillende films over de Indiase maffia van de onderwereld van Mumbai. Ook Kollywood (Chennai; Tamilfilms) heeft er een aantal films opgenomen, zoals de Mani Ratnamfilms over de ervaringen van Tamilimmigranten naar Bombay, waaronder Nayagan (1987) en Bombay (1995). Een van de films waardoor de wijk in het westen enige bekendheid verwierf was de film Slumdog Millionaire (2008), waarin een aantal kinderen uit Dharavi figureren.